# Yorick Treille
Yorick Treille, född 15 juli 1980 i Cannes, är en fransk professionell ishockeyspelare som spelar för Dragons de Rouen i Ligue Magnus. I NHL-draften 1999 blev han draftad i sjunde rundan, som nummer 195 totalt, av Chicago Blackhawks.
Treille har representerat Frankrikes landslag i ett OS, 2002, och i sju VM: 2000, 2008, 2009, 2010, 2012, 2013 och 2014.
Yorick är äldre bror till ishockeyspelaren Sacha Treille.

## Klubbar
- Notre Dame Hounds 1997–1998
- University of Massachusetts Lowell 1998–2002
- Norfolk Admirals 2002–2003, 2003–2004
- HIFK 2003
- Providence Bruins 2004–2005
- Genève-Servette HC 2005–2007
- ERC Ingolstadt 2007–2008
- HC Vítkovice Steel 2008–2010
- HC Sparta Prag 2010–2012
- Piráti Chomutov 2012–2013
- EC Red Bull Salzburg 2013
- Brûleurs de Loups 2013–2015
- Dragons de Rouen 2015–